# Gyretes hoffmanni
Gyretes hoffmanni is een keversoort uit de familie van schrijvertjes (Gyrinidae). De wetenschappelijke naam van de soort is voor het eerst geldig gepubliceerd in 1934 door Ochs.